# Philodendron ornatum
Philodendron ornatum är en kallaväxtart som beskrevs av Heinrich Wilhelm Schott. Philodendron ornatum ingår i släktet Philodendron och familjen kallaväxter. Inga underarter finns listade.